# Itōshikutte Gomen ne / Koi Dorobō
Singles de Country Girls
Wakatteiru no ni Gomen ne / Tamerai Summertime
(5 août 2015)
Singles par Country Musume
Shining Itoshiki Anata
(2004)
Itōshikutte Gomen ne / Koi Dorobō (愛おしくってごめんね/恋泥棒) est le 1er single du groupe japonais Country Girls (nouvelle monture du groupe de départ Country Musume) sorti en 2015.

## Genèse
Le single Itōshikutte Gomen ne / Koi Dorobō est premier single de Country Girls. Le groupe d'idoles, auparavant connu sous le nom de Country Musume, s'est reformé en novembre 2014 après s'être séparé en 2009. Il est à ses débuts composé de cinq nouveaux membres et la playing manager Momoko Tsugunaga du groupe affilié Berryz Kōbō. Contrairement aux autres du groupe du Hello! Project supervisés par Tsunku, Country Girls est produit par l'ex membre du groupe Country Musume, Mai Satoda.

## Détails du single
Le single, comportant une double une double face A, sort le 25 mars 2015 au Japon. Il atteint la 3e place du classement hebdomadaire de l'Oricon et s'y maintient pendant huit semaines. Il est vendu en plusieurs versions : deux éditions régulières notées (CD seulement) et deux autres limitées également notées A et B (CD et DVD en supplément) ; deux éditions spéciales "event V" seront vendues lors des prestations du groupe. 
Le CD inclut les chansons principales Itōshikutte Gomen ne et Koi Dorobō, écrites par Ameko Kodama, et leurs versions instrumentales ; et les DVD contiennent les musiques vidéos et leurs réalisations.
Ce single est le seul auquel la membre Uta Shimamura qui quitte brusquement le groupe en juin 2015, en raison de désaccords entre le Hello! Project et sa famille  au sujet de son contrat ; il est doc le seul disque sorti par la formation originale de Country Girls.

## Membres
- Momoko Tsugunaga
- Risa Yamaki
- Manaka Inaba
- Uta Shimamura
- Chisaki Morito
- Mai Ozeki

## Liste des titres
| 1. | Itōshikutte Gomen ne (愛おしくってごめんね) |  |
| 2. | Koi Dorobō (恋泥棒)                         |  |
| 3. | Itōshikutte Gomen ne (Instrumental)         |  |
| 4. | Koi Dorobō (Instrumental)                   |  |

| 1. | Itōshikutte Gomen ne (Music Video)                                     |  |
| 2. | Itōshikutte Gomen ne MV Making of & Member Q&A (Ozeki, Morito, Yamaki) |  |

| 1. | Koi Dorobō (Music Video)                                                     |  |
| 2. | Itōshikutte Gomen ne MV Making of & Member Q&A (Shimamura, Inaba, Tsugunaga) |  |

| 1. | Itooshikutte Gomen ne (Tsugunaga Momoko Solo Ver.) |  |
| 2. | Itooshikutte Gomen ne (Yamaki Risa Solo Ver.)      |  |
| 3. | Itooshikutte Gomen ne (Inaba Manaka Solo Ver.)     |  |
| 4. | Itooshikutte Gomen ne (Morito Chisaki Solo Ver.)   |  |
| 5. | Itooshikutte Gomen ne (Shimamura Uta Solo Ver.)    |  |
| 6. | Itooshikutte Gomen ne (Ozeki Mai Solo Ver.)        |  |

| 1. | Koi Dorobō (Tsugunaga Momoko Solo Ver.) |  |
| 2. | Koi Dorobō (Yamaki Risa Solo Ver.)      |  |
| 3. | Koi Dorobō (Inaba Manaka Solo Ver.)     |  |
| 4. | Koi Dorobō (Morito Chisaki Solo Ver.)   |  |
| 5. | Koi Dorobō (Shimamura Uta Solo Ver.)    |  |
| 6. | Koi Dorobō (Ozeki Mai Solo Ver.)        |  |